# Vilopriu
Vilopriu település Spanyolországban, Girona tartományban. Vilopriu Sant Mori, Ventalló, Garrigoles, Jafre, Colomers, Sant Jordi Desvalls, Viladasens és Saus községekkel határos. Lakosainak száma 201 fő (2024).

## Népesség
A település népessége az elmúlt években az alábbi módon változott:
| Lakosok száma | 283  | 509  | 500  | 410  | 179  | 175  | 221  | 209  | 202  | 201  |
|               | 1717 | 1887 | 1936 | 1960 | 1986 | 2004 | 2009 | 2014 | 2019 | 2024 |